# Batrachoseps gavilanensis
Batrachoseps gavilanensis é uma espécie de salamandra da família Plethodontidae.
É endémica dos Estados Unidos.
Os seus habitats naturais são: florestas temperadas e matagal de clima temperado.